# Coupe du monde de ski acrobatique 2024-2025
Navigation
Édition précédente Édition suivante
La Coupe du monde de ski acrobatique 2024-2025 est la 46e saison de la Coupe du monde de ski acrobatique organisé par la Fédération internationale de ski et de snowboard. Elle débute le 7 septembre 2024 à Cardrona en Nouvelle-Zélande et se termine le 30 mars 2025 à Idre Fjäll en Suède.
La FIS décerne quatre gros globes individuels pour récompenser les vainqueurs des spécialités :
- le général des bosses (en additionnant les résultats des disciplines de bosses simples et de bosses parallèles);
- la coupe du monde de saut acrobatique ;
- la coupe du monde de skicross ;
- le général Freeski Park & Pipe (en additionnant les résultats des disciplines de half-pipe, slopestyle et big air).

La fédération décerne également cinq petits globes individuels pour les vainqueurs des disciplines des bosses simples, de bosses parallèles, de half-pipe, de slopestyle et de big air; Il eciste également deux petits globes pour les épreuves par équipe de saut et de skicross.
La FIS récompense également une Coupe des Nations générale (en comptabilisant les résultats des deux meilleurs skieurs et skieuses dans chaque épreuve de chaque discipline), ainsi que quatre Coupes des nations pour les quatre spécialités concernées par les gros globes (en comptant tous les résultats des skieurs et skieuses dans chaque discipline) : bosses, saut, skicross, Freeski Park & Pipe.
En raison de l'Invasion de l'Ukraine par la Russie en 2022, les athlètes russes et biélorusses sont toujours interdits de compétition par la FIS .

## Tableau d'honneur
| Discipline          | Discipline          | Homme            | Femme                |
| ------------------- | ------------------- | ---------------- | -------------------- |
| Bosses              | Général ,           | Mikaël Kingsbury | Jaelin Kauf          |
| Bosses              | Bosses simples      | Mikaël Kingsbury | Jaelin Kauf          |
| Bosses              | Bosses en parallèle | Mikaël Kingsbury | Jaelin Kauf          |
| Saut                | Saut                | Qi Guangpu       | Laura Peel           |
| Skicross            | Skicross            | Reece Howden     | Fanny Smith          |
| Freeski Park & Pipe | Général             | Matěj Švancer    | Flora Tabanelli      |
| Freeski Park & Pipe | Big Air             | Luca Harrington  | Flora Tabanelli      |
| Freeski Park & Pipe | Half-pipe           | Alex Ferreira    | Zoe Atkin Li Fanghui |
| Freeski Park & Pipe | Slopestyle          | Alexander Hall   | Tess Ledeux          |

| Rang | Nation | Points |
| ---- | ------ | ------ |
|      |        |        |
| 2    |        |        |
| 3    |        |        |
| 4    |        |        |
| 5    |        |        |

## Bosses

### Programme
- 19 épreuves individuelles de ski de bosses (10 simples et 9 en parallèle) dans 10 stations[9].

### Classements

#### Général
| Rang | Nom              | Points | Victoire(s) | Podium(s) |
| ---- | ---------------- | ------ | ----------- | --------- |
|      | Mikaël Kingsbury | 1299   | 9           | 13        |
| 2    | Ikuma Horishima  | 1038   | 4           | 10        |
| 3    | Filip Gravenfors | 647    |             | 4         |
| 4    | Matt Graham      | 605    |             | 2         |
| 5    | Nick Page        | 587    |             | 2         |

| Rang | Nom                | Points | Victoire(s) | Podium(s) |
| ---- | ------------------ | ------ | ----------- | --------- |
|      | Jaelin Kauf        | 1336   | 8           | 14        |
| 2    | Perrine Laffont    | 1090   | 3           | 13        |
| 3    | Tess Johnson       | 683    | 1           | 3         |
| 4    | Maïa Schwinghammer | 681    | 1           | 3         |
| 5    | Rino Yanagimoto    | 608    |             | 3         |

| Rang | Nation | Points |
| ---- | ------ | ------ |
|      |        |        |
| 2    |        |        |
| 3    |        |        |
| 4    |        |        |
| 5    |        |        |

#### Bosses simples (MO)
| Rang | Nom              | Points | Victoire(s) | Podium(s) |
| ---- | ---------------- | ------ | ----------- | --------- |
|      | Mikaël Kingsbury | 755    | 5           | 7         |
| 2    | Ikuma Horishima  | 598    | 3           | 6         |
| 3    | Nick Page        | 344    |             | 1         |
| 4    | Benjamin Cavet   | 339    | 1           | 3         |
| 5    | Matt Graham      | 305    |             |           |

| Rang | Nom                | Points | Victoire(s) | Podium(s) |
| ---- | ------------------ | ------ | ----------- | --------- |
|      | Jaelin Kauf        | 676    | 3           | 7         |
| 2    | Perrine Laffont    | 650    | 2           | 7         |
| 3    | Maïa Schwinghammer | 456    | 1           | 3         |
| 4    | Tess Johnson       | 430    | 1           | 2         |
| 5    | Olivia Giacco      | 401    | 1           | 5         |

#### Bosses parallèles (DM)
| Rang | Nom              | Points | Victoire(s) | Podium(s) |
| ---- | ---------------- | ------ | ----------- | --------- |
|      | Mikaël Kingsbury | 544    | 4           | 5         |
| 2    | Ikuma Horishima  | 440    | 1           | 4         |
| 3    | Filip Gravenfors | 365    |             | 3         |
| 4    | Matt Graham      | 300    |             | 2         |
| 5    | Nick Page        | 243    |             | 1         |

| Rang | Nom                 | Points | Victoire(s) | Podium(s) |
| ---- | ------------------- | ------ | ----------- | --------- |
|      | Jaelin Kauf         | 660    | 5           | 7         |
| 2    | Perrine Laffont     | 440    | 1           | 6         |
| 3    | Rino Yanagimoto     | 385    |             | 2         |
| 4    | Anastassiya Gorodko | 299    |             | 2         |
| 5    | Tess Johnson        | 253    |             | 1         |

### Calendrier et podiums

#### Hommes
Bosses simples
| N°                                                                          | Date             | Lieu              | Vainqueur                                                           | Deuxième                                                            | Troisième                                                           |
| --------------------------------------------------------------------------- | ---------------- | ----------------- | ------------------------------------------------------------------- | ------------------------------------------------------------------- | ------------------------------------------------------------------- |
| 1                                                                           | 30 novembre 2024 | Ruka              | Mikaël Kingsbury                                                    | Walter Wallberg                                                     | Ikuma Horishima                                                     |
| 2                                                                           | 6 décembre 2023  | Idre Fjäll        | Mikaël Kingsbury                                                    | Ikuma Horishima                                                     | Walter Wallberg                                                     |
| -                                                                           | 13 décembre 2023 | Alpe d'Huez       | Épreuve annulée à cause des conditions météorologiques défavorables | Épreuve annulée à cause des conditions météorologiques défavorables | Épreuve annulée à cause des conditions météorologiques défavorables |
| 3                                                                           | 20 décembre 2023 | Bakouriani        | Benjamin Cavet                                                      | Mikaël Kingsbury                                                    | Severi Vierelä                                                      |
| 4                                                                           | 24 janvier 2025  | Waterville Valley | Mikaël Kingsbury                                                    | Nick Page                                                           | Benjamin Cavet                                                      |
| 5                                                                           | 31 janvier 2025  | Val Saint-Côme    | Mikaël Kingsbury                                                    | Julien Viel                                                         | Olli Penttala                                                       |
| 6                                                                           | 6 février 2025   | Deer Valley       | Ikuma Horishima                                                     | Pavel Kolmakov                                                      | Benjamin Cavet                                                      |
| 7                                                                           | 21 février 2025  | Beidahu           | Ikuma Horishima                                                     | Mikaël Kingsbury                                                    | Pavel Kolmakov                                                      |
| 8                                                                           | 28 février 2025  | Almaty            | Mikaël Kingsbury                                                    | Jung Dae-yoon                                                       | Ikuma Horishima                                                     |
| 9                                                                           | 11 mars 2025     | Livigno           | Ikuma Horishima                                                     | Mikaël Kingsbury                                                    | Charlie Mickel                                                      |
| Engadine - Championnats du monde de ski acrobatique 2025 (du 17 au 30 mars) |                  |                   |                                                                     |                                                                     |                                                                     |

Bosses parallèles
| N°                                                                          | Date             | Lieu              | Vainqueur                                                       | Deuxième                                                        | Troisième                                                       |
| --------------------------------------------------------------------------- | ---------------- | ----------------- | --------------------------------------------------------------- | --------------------------------------------------------------- | --------------------------------------------------------------- |
| -                                                                           | 7 décembre 2024  | Idre Fjäll        | Épreuve annulée dû aux conditions climatique défavorable        | Épreuve annulée dû aux conditions climatique défavorable        | Épreuve annulée dû aux conditions climatique défavorable        |
| -                                                                           | 14 décembre 2023 | Alpe d'Huez       | Épreuve annulée dû à des conditions météorologiques défavorable | Épreuve annulée dû à des conditions météorologiques défavorable | Épreuve annulée dû à des conditions météorologiques défavorable |
| 1                                                                           | 21 décembre 2024 | Bakouriani        | Walter Wallberg                                                 | Benjamin Cavet                                                  | Filip Gravenfors                                                |
| 2                                                                           | 25 janvier 2025  | Waterville Valley | Mikaël Kingsbury                                                | Matt Graham                                                     | Filip Gravenfors                                                |
| 3                                                                           | 1er février 2025 | Val Saint-Côme    | Mikaël Kingsbury                                                | Benjamin Cavet                                                  | Nick Page                                                       |
| 4                                                                           | 8 février 2025   | Deer Valley       | Ikuma Horishima                                                 | Mikaël Kingsbury                                                | Pavel Kolmakov                                                  |
| 5                                                                           | 22 février 2025  | Beidahu           | Severi Vierelä                                                  | Ikuma Horishima                                                 | Julien Viel                                                     |
| 6                                                                           | 1er mars 2025    | Almaty            | Mikaël Kingsbury                                                | Ikuma Horishima                                                 | Matt Graham                                                     |
| 7                                                                           | 12 mars 2025     | Livigno           | Mikaël Kingsbury                                                | Ikuma Horishima                                                 | Filip Gravenfors                                                |
| Engadine - Championnats du monde de ski acrobatique 2025 (du 17 au 30 mars) |                  |                   |                                                                 |                                                                 |                                                                 |

#### Femmes
Bosses simples
| N°                                                                          | Date             | Lieu              | Vainqueur                             | Deuxième                              | Troisième                             |
| --------------------------------------------------------------------------- | ---------------- | ----------------- | ------------------------------------- | ------------------------------------- | ------------------------------------- |
| 1                                                                           | 30 novembre 2024 | Ruka              | Perrine Laffont                       | Jakara Anthony                        | Olivia Giaccio                        |
| 2                                                                           | 6 décembre 2024  | Idre Fjäll        | Jakara Anthony                        | Perrine Laffont                       | Maïa Schwinghammer (it)               |
| -                                                                           | 13 décembre 2023 | Alpe d'Huez       | Épreuve annulée dû au manque de neige | Épreuve annulée dû au manque de neige | Épreuve annulée dû au manque de neige |
| 3                                                                           | 20 décembre 2024 | Bakouriani        | Olivia Giaccio                        | Perrine Laffont                       | Jaelin Kauf                           |
| 4                                                                           | 24 janvier 2025  | Waterville Valley | Perrine Laffont                       | Jaelin Kauf                           | Olivia Giaccio                        |
| 5                                                                           | 31 janvier 2025  | Val Saint-Côme    | Maïa Schwinghammer                    | Jaelin Kauf                           | Olivia Giaccio                        |
| 6                                                                           | 6 février 2025   | Deer Valley       | Jaelin Kauf                           | Perrine Laffont                       | Maïa Schwinghammer                    |
| 7                                                                           | 21 février 2025  | Beidahu           | Jaelin Kauf                           | Perrine Laffont                       | Olivia Giaccio                        |
| 8                                                                           | 28 février 2025  | Almaty            | Tess Johnson                          | Jaelin Kauf                           | Rino Yanagimoto                       |
| 9                                                                           | 11 mars 2025     | Livigno           | Jaelin Kauf                           | Perrine Laffont                       | Tess Johnson                          |
| Engadine - Championnats du monde de ski acrobatique 2025 (du 17 au 30 mars) |                  |                   |                                       |                                       |                                       |

Bosses parallèles
| N°                                                                          | Date             | Lieu              | Vainqueur                                                 | Deuxième                                                  | Troisième                                                 |
| --------------------------------------------------------------------------- | ---------------- | ----------------- | --------------------------------------------------------- | --------------------------------------------------------- | --------------------------------------------------------- |
| -                                                                           | 7 décembre 2024  | Idre Fjäll        | Épreuve annulée dû aux conditions climatique défavorables | Épreuve annulée dû aux conditions climatique défavorables | Épreuve annulée dû aux conditions climatique défavorables |
| -                                                                           | 14 décembre 2023 | Alpe d'Huez       | Épreuve annulée dû au manque de neige                     | Épreuve annulée dû au manque de neige                     | Épreuve annulée dû au manque de neige                     |
| 1                                                                           | 21 décembre 2024 | Bakouriani        | Jaelin Kauf                                               | Rino Yanagimoto                                           | Perrine Laffont                                           |
| 2                                                                           | 25 janvier 2025  | Waterville Valley | Perrine Laffont                                           | Jaelin Kauf                                               | Yuliya Galysheva                                          |
| 3                                                                           | 1er février 2025 | Val Saint-Côme    | Jaelin Kauf                                               | Anastassiya Gorodko                                       | Perrine Laffont                                           |
| 4                                                                           | 8 février 2025   | Deer Valley       | Jaelin Kauf                                               | Perrine Laffont                                           | Olivia Giaccio                                            |
| 5                                                                           | 22 février 2025  | Beidahu           | Jaelin Kauf                                               | Perrine Laffont                                           | Tess Johnson                                              |
| 6                                                                           | 1er mars 2025    | Almaty            | Jaelin Kauf                                               | Rino Yanagimoto                                           | Anastassiya Gorodko                                       |
| 7                                                                           | 12 mars 2025     | Livigno           | Charlotte Wilson                                          | Jaelin Kauf                                               | Perrine Laffont                                           |
| Engadine - Championnats du monde de ski acrobatique 2025 (du 17 au 30 mars) |                  |                   |                                                           |                                                           |                                                           |

## Saut

### Programme
- 6 épreuves individuelles de saut acrobatique, 2 épreuves par équipe mixte et une épreuve de sauts synchronisés dans 6 stations.

### Classements
| Rang | Nom                | Points | Victoire(s) | Podium(s) |
| ---- | ------------------ | ------ | ----------- | --------- |
|      | Qi Guangpu         | 400    | 2           | 4         |
| 2    | Noé Roth           | 400    | 1           | 3         |
| 3    | Wang Xindi         | 304    | 1           | 2         |
| 4    | Sun Jiaxu          | 298    | 1           | 2         |
| 5    | Christopher Lillis | 274    |             | 3         |

| Rang | Nom            | Points | Victoire(s) | Podium(s) |
| ---- | -------------- | ------ | ----------- | --------- |
|      | Laura Peel     | 542    | 5           | 5         |
| 2    | Xu Mengtao     | 444    | 2           | 4         |
| 3    | Danielle Scott | 368    |             | 4         |
| 4    | Chen Meiting   | 267    |             | 3         |
| 5    | Abbey Willcox  | 259    |             | 1         |

| Rang | Nation | Points |
| ---- | ------ | ------ |
|      |        |        |
| 2    |        |        |
| 3    |        |        |
| 4    |        |        |
| 5    |        |        |

### Calendrier et podiums

#### Hommes
| N°                                                                          | Date            | Lieu           | Vainqueur       | Deuxième         | Troisième          |
| --------------------------------------------------------------------------- | --------------- | -------------- | --------------- | ---------------- | ------------------ |
| 1                                                                           | 18 janvier 2025 | Lake Placid    | Sun Jiaxu       | Noé Roth         | Li Xingpeng        |
| 2                                                                           | 25 janvier 2025 | Lac-Beauport , | Qi Guangpu      | Lewis Irving     | Christopher Lillis |
| 3                                                                           | 26 janvier 2025 | Lac-Beauport , | Qi Guangpu      | Wang Xindi       | Émile Nadeau       |
| 4                                                                           | 7 février 2025  | Deer Valley    | Quinn Dehlinger | Dmytro Kotovskyi | Christopher Lillis |
| 5                                                                           | 23 février 2025 | Beidahu        | Li Tianma       | Qi Guangpu       | Christopher Lillis |
| 6                                                                           | 2 mars 2025     | Almaty         | Wang Xindi      | Noé Roth         | Qi Guangpu         |
| 7                                                                           | 13 mars 2025    | Livigno        | Noé Roth        | Sun Jiaxu        | Pirmin Werner      |
| Engadine - Championnats du monde de ski acrobatique 2025 (du 17 au 30 mars) |                 |                |                 |                  |                    |

#### Femmes
| N°                                                                          | Date            | Lieu           | Vainqueur  | Deuxième        | Troisième       |
| --------------------------------------------------------------------------- | --------------- | -------------- | ---------- | --------------- | --------------- |
| 1                                                                           | 18 janvier 2025 | Lake Placid    | Xu Mengtao | Danielle Scott  | Marion Thénault |
| 2                                                                           | 25 janvier 2025 | Lac-Beauport , | Laura Peel | Xu Mengtao      | Chen Meiting    |
| 3                                                                           | 26 janvier 2025 | Lac-Beauport , | Laura Peel | Karenna Elliott | Airleigh Frigo  |
| 4                                                                           | 7 février 2025  | Deer Valley    | Laura Peel | Danielle Scott  | Abbey Willcox   |
| 5                                                                           | 23 février 2025 | Beidahu        | Xu Mengtao | Chen Meiting    | Danielle Scott  |
| 6                                                                           | 2 mars 2025     | Almaty         | Laura Peel | Xu Mengtao      | Danielle Scott  |
| 7                                                                           | 13 mars 2025    | Livigno        | Laura Peel | Xu Mengtao      | Chen Meiting    |
| Engadine - Championnats du monde de ski acrobatique 2025 (du 17 au 30 mars) |                 |                |            |                 |                 |

#### Mixte
| N°                                                                          | Date            | Lieu        | Vainqueur                                     | Deuxième                                                              | Troisième                                                  |
| --------------------------------------------------------------------------- | --------------- | ----------- | --------------------------------------------- | --------------------------------------------------------------------- | ---------------------------------------------------------- |
| 1                                                                           | 19 janvier 2025 | Lake Placid | Chine I - Xu Mengtao - Li Xinpeng - Sun Jiaxu | Canada II - Alexandra Montminy - Miha Fontaine - Alexandre Duchaine   | Australie I - Laura Peel - Reilly Flanagan - Abbey Willcox |
| 2                                                                           | 24 février 2025 | Beidahu     | Chine I - Xu Mengtao - Li Tianma - Qi Guangpu | États-Unis I - Karenna Elliott - Quinn Dehlinger - Christopher Lillis | Chine II - Chen Meiting - Li Xinpeng - Wang Xindi          |
| Engadine - Championnats du monde de ski acrobatique 2025 (du 17 au 30 mars) |                 |             |                                               |                                                                       |                                                            |

## Skicross

### Programme
- 19 épreuves individuelles de skicross dans 10 stations[12].

### Classements
| Rang | Nom                       | Points | Victoire(s) | Podium(s) |
| ---- | ------------------------- | ------ | ----------- | --------- |
|      | Reece Howden              | 1038   | 7           | 9         |
| 2    | Simone Deromedis          | 965    | 3           | 10        |
| 3    | Florian Wilmsmann         | 902    | 3           | 6         |
| 4    | Youri Duplessis Kergomard | 715    | 2           | 5         |
| 5    | Alex Fiva                 | 638    | 1           | 4         |

| Rang | Nom                      | Points | Victoire(s) | Podium(s) |
| ---- | ------------------------ | ------ | ----------- | --------- |
|      | Fanny Smith              | 1076   | 4           | 11        |
| 2    | Daniela Maier            | 915    | 3           | 7         |
| 3    | India Sherret            | 869    | 2           | 6         |
| 4    | Jole Galli               | 847    | 2           | 5         |
| 5    | Marielle Berger Sabbatel | 844    | 0           | 5         |

| Rang | Nation    | Points |
| ---- | --------- | ------ |
|      | Canada    | 5690   |
| 2    | Suisse    | 4292   |
| 3    | France    | 3711   |
| 4    | Allemagne | 3489   |
| 5    | Italie    | 2473   |

### Calendrier et podiums

#### Hommes
| N°                                                                          | Date              | Lieu                     | Vainqueur                 | Deuxième                  | Troisième             |
| --------------------------------------------------------------------------- | ----------------- | ------------------------ | ------------------------- | ------------------------- | --------------------- |
| 1                                                                           | 12 décembre 2024  | Val Thorens              | Simone Deromedis          | Florian Wilmsmann         | Kevin Drury           |
| 2                                                                           | 13 décembre 2024  | Val Thorens              | Alex Fiva Adam Kappacher  |                           | Kevin Drury           |
| 3                                                                           | 17 décembre 2024, | Arosa                    | Reece Howden              | Simone Deromedis          | David Mobärg          |
| 4                                                                           | 20 décembre 2024  | San Candido              | Florian Wilmsmann         | Youri Duplessis Kergomard | Johannes Aujesky (de) |
| 5                                                                           | 21 décembre 2024  | San Candido              | Reece Howden              | Alex Fiva                 | Simone Deromedis      |
| 6                                                                           | 16 janvier 2025   | Reiteralm                | Florian Wilmsmann         | Melvin Tchiknavorian      | Yanick Gunsch         |
| 7                                                                           | 17 janvier 2025   | Reiteralm                | Youri Duplessis Kergomard | Simone Deromedis          | Kevin Drury           |
| -                                                                           | 23 janvier 2025   | Alleghe                  | Annulé                    | Annulé                    | Annulé                |
| -                                                                           | 24 janvier 2025   | Alleghe                  | Annulé                    | Annulé                    | Annulé                |
| 9                                                                           | 1er février 2025  | Veysonnaz                | Simone Deromedis          | Youri Duplessis Kergomard | Reece Howden          |
| 8                                                                           | 2 février 2025    | Veysonnaz                | Youri Duplessis Kergomard | David Mobärg              | Jared Schmidt         |
| 10                                                                          | 8 février 2025    | Val di Fassa             | Ryan Regez                | Alex Fiva                 | Florian Wilmsmann     |
| 11                                                                          | 9 février 2025    | Val di Fassa             | Reece Howden              | Simone Deromedis          | Ryan Regez            |
| 12                                                                          | 1er mars 2025     | Goudaouri                | Simone Deromedis          | Ryō Sugai                 | Erik Mobärg           |
| 13                                                                          | 2 mars 2025       | Goudaouri                | Reece Howden              | Florian Wilmsmann         | Simone Deromedis      |
| 14                                                                          | 14 mars 2025      | Craigleith Ski Club (en) | Reece Howden              | Alex Fiva                 | Kevin Drury           |
| 15                                                                          | 15 mars 2025      | Craigleith Ski Club (en) | Florian Wilmsmann         | Reece Howden              | Kevin Drury           |
| Engadine - Championnats du monde de ski acrobatique 2025 (du 17 au 30 mars) |                   |                          |                           |                           |                       |
| 16                                                                          | 29 mars 2025      | Idre Fjäll               | Reece Howden              | Simone Deromedis          | Erik Mobärg           |
| 17                                                                          | 30 mars 2025      | Idre Fjäll               | Reece Howden              | Youri Duplessis Kergomard | Simone Deromedis      |

#### Femmes
| N°                                                                          | Date              | Lieu                     | Vainqueur          | Deuxième                 | Troisième                |
| --------------------------------------------------------------------------- | ----------------- | ------------------------ | ------------------ | ------------------------ | ------------------------ |
| 1                                                                           | 12 décembre 2024  | Val Thorens              | Marielle Thompson  | Fanny Smith              | Daniela Maier            |
| 2                                                                           | 13 décembre 2024  | Val Thorens              | India Sherret (en) | Daniela Maier            | Marielle Thompson        |
| 3                                                                           | 17 décembre 2024, | Arosa                    | Marielle Thompson  | India Sherret (en)       | Hannah Schmidt (it)      |
| 4                                                                           | 20 décembre 2024  | San Candido              | Daniela Maier      | Talina Gantenbein        | Marielle Berger Sabbatel |
| 5                                                                           | 21 décembre 2024  | San Candido              | Daniela Maier      | Jole Galli               | Marielle Berger Sabbatel |
| 6                                                                           | 16 janvier 2025   | Reiteralm                | Hannah Schmidt     | Fanny Smith              | India Sherret (en)       |
| 7                                                                           | 17 janvier 2025   | Reiteralm                | India Sherret (en) | Fanny Smith              | Hannah Schmidt           |
| -                                                                           | 23 janvier 2025   | Alleghe                  | Annulé             | Annulé                   | Annulé                   |
| -                                                                           | 24 janvier 2025   | Alleghe                  | Annulé             | Annulé                   | Annulé                   |
| 9                                                                           | 1er février 2025  | Veysonnaz                | Marielle Thompson  | Daniela Maier            | India Sherret (en)       |
| 8                                                                           | 2 février 2025    | Veysonnaz                | Marielle Thompson  | Daniela Maier            | Fanny Smith              |
| 10                                                                          | 8 février 2025    | Val di Fassa             | Marielle Thompson  | Marielle Berger Sabbatel | Courtney Hoffos          |
| 11                                                                          | 9 février 2025    | Val di Fassa             | Jole Galli         | Marielle Berger Sabbatel | Fanny Smith              |
| 12                                                                          | 1er mars 2025     | Goudaouri                | Fanny Smith        | Jole Galli               | India Sherret            |
| 13                                                                          | 2 mars 2025       | Goudaouri                | Jole Galli         | Fanny Smith              | Courtney Hoffos          |
| 14                                                                          | 14 mars 2025      | Craigleith Ski Club (en) | Fanny Smith        | Marielle Berger Sabbatel | Jole Galli               |
| 15                                                                          | 15 mars 2025      | Craigleith Ski Club (en) | Fanny Smith        | Courtney Hoffos          | Abby McEwen              |
| Engadine - Championnats du monde de ski acrobatique 2025 (du 17 au 30 mars) |                   |                          |                    |                          |                          |
| 16                                                                          | 29 mars 2025      | Idre Fjäll               | Daniela Maier      | Courtney Hoffos          | Fanny Smith              |
| 17                                                                          | 30 mars 2025      | Idre Fjäll               | Fanny Smith        | Courtney Hoffos          | Talina Gantenbein        |

## Freeski Park & Pipe

### Programme
- 16 épreuves individuelles de freeski dans 13 stations dont[13]. :
  - 6 épreuves de big air
  - 5 épreuves de half-pipe
  - 5 épreuves de slopestyle

### Classements

#### Général
| Rang | Nom             | Points | Victoire(s) | Podium(s) |
| ---- | --------------- | ------ | ----------- | --------- |
|      | Matěj Švancer   | 472    | 3           | 5         |
| 2    | Luca Harrington | 470    | 2           | 5         |
| 3    | Alex Ferreira   | 420    | 2           | 5         |
| 4    | Andri Ragettli  | 355    |             | 2         |
| 5    | Tormod Frostad  | 330    | 1           | 3         |

| Rang | Nom              | Points | Victoire(s) | Podium(s) |
| ---- | ---------------- | ------ | ----------- | --------- |
|      | Flora Tabanelli  | 540    | 3           | 7         |
| 2    | Tess Ledeux      | 470    | 3           | 4         |
| 3    | Eileen Gu        | 400    | 4           |           |
| 4    | Mathilde Gremaud | 342    | 1           | 3         |
| 5    | Zoe Atkin        | 341    | 1           | 3         |

| Rang | Nation | Points |
| ---- | ------ | ------ |
|      |        |        |
| 2    |        |        |
| 3    |        |        |
| 4    |        |        |
| 5    |        |        |

#### Big Air (BA)
| Rang | Nom             | Points | Victoire(s) | Podium(s) |
| ---- | --------------- | ------ | ----------- | --------- |
|      | Luca Harrington | 390    | 2           | 4         |
| 2    | Matěj Švancer   | 351    | 2           | 4         |
| 3    | Miro Tabanelli  | 270    | 1           | 2         |
| 4    | Tormod Frostad  | 234    | 1           | 2         |
| 5    | Andri Ragettli  | 190    |             |           |

| Rang | Nom             | Points | Victoire(s) | Podium(s) |
| ---- | --------------- | ------ | ----------- | --------- |
|      | Flora Tabanelli | 440    | 2           | 6         |
| 2    | Tess Ledeux     | 270    | 1           | 2         |
| 3    | Anni Karava     | 267    |             | 3         |
| 4    | Liu Mengting    | 256    | 1           | 1         |
| 5    | Muriel Mohr     | 241    |             | 2         |

#### Half-pipe (HP)
| Rang | Nom               | Points | Victoire(s) | Podium(s) |
| ---- | ----------------- | ------ | ----------- | --------- |
|      | Alex Ferreira     | 360    | 2           | 5         |
| 2    | Nicholas Goepper  | 320    | 1           | 4         |
| 3    | Brendan MacKay    | 275    | 1           | 2         |
| 4    | Fin Melville Ives | 226    | 1           | 1         |
| 5    | Hunter Hess       | 180    |             |           |

| Rang | Nom           | Points | Victoire(s) | Podium(s) |
| ---- | ------------- | ------ | ----------- | --------- |
|      | Zoe Atkin     | 305    | 1           | 3         |
|      | Li Fanghui    | 305    | 1           | 3         |
| 3    | Eileen Gu     | 300    | 3           | 3         |
| 4    | Svea Irving   | 205    |             | 1         |
| 5    | Cassie Sharpe | 196    |             | 2         |

#### Slopestyle (SS)
| Rang | Nom             | Points | Victoire(s) | Podium(s) |
| ---- | --------------- | ------ | ----------- | --------- |
|      | Alexander Hall  | 282    | 2           | 3         |
| 2    | Andri Ragettli  | 250    |             | 2         |
| 3    | Colby Stevenson | 229    | 1           | 2         |
| 4    | Birk Ruud       | 216    | 1           | 2         |
| 5    | Mac Forehand    | 204    |             | 1         |

| Rang | Nom             | Points | Victoire(s) | Podium(s) |
| ---- | --------------- | ------ | ----------- | --------- |
|      | Tess Ledeux     | 218    | 2           | 2         |
| 2    | Megan Oldham    | 213    |             | 2         |
| 3    | Flora Tabanelli | 192    | 1           | 1         |
| 4    | Rell Harwood    | 175    |             | 2         |
| 5    | Kirsty Muir     | 172    | 1           | 1         |

### Calendrier et podiums

#### Hommes
Big Air
| N°                                                                          | Date              | Lieu                     | Vainqueur           | Deuxième            | Troisième            |
| --------------------------------------------------------------------------- | ----------------- | ------------------------ | ------------------- | ------------------- | -------------------- |
| 1                                                                           | 18 octobre 2024   | Coire                    | Matěj Švancer       | Tormod Frostad (no) | Dylan Deschamps (it) |
| 2                                                                           | 1er décembre 2024 | Pékin                    | Tormod Frostad (no) | Miro Tabanelli (it) | Dylan Deschamps (it) |
| 3                                                                           | 4 janvier 2025    | Klagenfurt am Wörthersee | Luca Harrington     | Timothe Sivignon    | Matěj Švancer        |
| 4                                                                           | 10 janvier 2025   | Kreischberg              | Luca Harrington     | Matěj Švancer       | Leo Landrø           |
| 5                                                                           | 6 février 2025    | Aspen                    | Matěj Švancer       | Luca Harrington     | Konnor Ralph         |
| 6                                                                           | 13 mars 2025      | Tignes                   | Miro Tabanelli      | Mac Forehand        | Luca Harrington      |
| Engadine - Championnats du monde de ski acrobatique 2025 (du 17 au 30 mars) |                   |                          |                     |                     |                      |

Halfpipe
| N°                                                                          | Date             | Lieu            | Vainqueur            | Deuxième         | Troisième        |
| --------------------------------------------------------------------------- | ---------------- | --------------- | -------------------- | ---------------- | ---------------- |
| 1                                                                           | 8 septembre 2024 | Cardrona        | Brendan MacKay       | Alex Ferreira    | Andrew Logino    |
| 2                                                                           | 7 décembre 2024  | Secret Garden   | Nicholas Goepper     | Alex Ferreira    | David Wise       |
| 3                                                                           | 21 décembre 2024 | Copper Mountain | Alex Ferreira        | Brendan MacKay   | Nicholas Goepper |
| 4                                                                           | 2 février 2025   | Aspen           | Alex Ferreira        | Nicholas Goepper | Matthew Labaugh  |
| 5                                                                           | 15 février 2025  | Calgary         | Finley Melville Ives | Nicholas Goepper | Alex Ferreira    |
| Engadine - Championnats du monde de ski acrobatique 2025 (du 17 au 30 mars) |                  |                 |                      |                  |                  |

Slopestyle
| N°                                                                          | Date             | Lieu      | Vainqueur       | Deuxième        | Troisième          |
| --------------------------------------------------------------------------- | ---------------- | --------- | --------------- | --------------- | ------------------ |
| 1                                                                           | 23 novembre 2024 | Stubaital | Colby Stevenson | Andri Ragettli  | Tormod Frostad     |
| 2                                                                           | 17 janvier 2025  | Laax      | Birk Ruud       | Mac Forehand    | Alexander Hall     |
| 3                                                                           | 1er février 2025 | Aspen     | Alexander Hall  | Colby Stevenson | Birk Ruud          |
| 4                                                                           | 22 février 2025  | Stoneham  | Matěj Švancer   | Luca Harrington | Ben Barclay        |
| 5                                                                           | 14 mars 2025     | Tignes    | Alexander Hall  | Andri Ragettli  | Sebastian Schjerve |
| Engadine - Championnats du monde de ski acrobatique 2025 (du 17 au 30 mars) |                  |           |                 |                 |                    |

#### Femmes
Big Air
| N°                                                                          | Date              | Lieu                     | Vainqueur        | Deuxième        | Troisième       |
| --------------------------------------------------------------------------- | ----------------- | ------------------------ | ---------------- | --------------- | --------------- |
| 1                                                                           | 18 octobre 2024   | Coire                    | Mathilde Gremaud | Flora Tabanelli | Muriel Mohr     |
| 2                                                                           | 1er décembre 2024 | Pékin                    | Tess Ledeux      | Sarah Höfflin   | Flora Tabanelli |
| 3                                                                           | 4 janvier 2025    | Klagenfurt am Wörthersee | Liu Mengting     | Flora Tabanelli | Muriel Mohr     |
| 4                                                                           | 10 janvier 2025   | Kreischberg              | Flora Tabanelli  | Anni Kärävä     | Lara Wolf       |
| 5                                                                           | 6 février 2025    | Aspen                    | Megan Oldham     | Flora Tabanelli | Anni Kärävä     |
| 6                                                                           | 13 mars 2025      | Tignes                   | Flora Tabanelli  | Tess Ledeux     | Anni Kärävä     |
| Engadine - Championnats du monde de ski acrobatique 2025 (du 17 au 30 mars) |                   |                          |                  |                 |                 |

Half-Pipe
| N°                                                                          | Date             | Lieu            | Vainqueur  | Deuxième    | Troisième      |
| --------------------------------------------------------------------------- | ---------------- | --------------- | ---------- | ----------- | -------------- |
| 1                                                                           | 8 septembre 2024 | Cardrona        | Eileen Gu  | Zhang Kexin | Rachael Karker |
| 2                                                                           | 7 décembre 2024  | Secret Garden   | Eileen Gu  | Li Fanghui  | Svea Irving    |
| 3                                                                           | 21 décembre 2024 | Copper Mountain | Eileen Gu  | Zoe Atkin   | Cassie Sharpe  |
| 4                                                                           | 2 février 2025   | Aspen           | Zoe Atkin  | Li Fanghui  | Amy Fraser     |
| 5                                                                           | 15 février 2025  | Calgary         | Li Fanghui | Zoe Atkin   | Rachael Karker |
| Engadine - Championnats du monde de ski acrobatique 2025 (du 17 au 30 mars) |                  |                 |            |             |                |

| N°                                                                          | Date             | Lieu      | Vainqueur       | Deuxième         | Troisième         |
| --------------------------------------------------------------------------- | ---------------- | --------- | --------------- | ---------------- | ----------------- |
| 1                                                                           | 23 novembre 2024 | Stubaital | Tess Ledeux     | Mathilde Gremaud | Sarah Höfflin     |
| 2                                                                           | 17 janvier 2025  | Laax      | Eileen Gu       | Megan Oldham     | Mathilde Gremaud  |
| 3                                                                           | 1er février 2025 | Aspen     | Tess Ledeux     | Megan Oldham     | Rell Harwood      |
| 4                                                                           | 22 février 2025  | Stoneham  | Flora Tabanelli | Yang Ruyi        | Rell Harwood      |
| 5                                                                           | 14 mars 2025     | Tignes    | Kirsty Muir     | Abi Harrigan     | Ruby Star Andrews |
| Engadine - Championnats du monde de ski acrobatique 2025 (du 17 au 30 mars) |                  |           |                 |                  |                   |